# DS-39
La DS-39 (del ruso: Дегтярёва Станковый образца 1939 года) fue una ametralladora media soviética diseñada por Vasili Degtiariov y empleada durante la Segunda Guerra Mundial. El trabajo en el diseño del arma comenzó en 1930 y fue aceptada por el Ejército Rojo en septiembre de 1939. Se fabricaron alrededor de 10.000 ametralladoras desde 1939 hasta 1941, pero el arma no tuvo éxito en servicio y su producción fue descontinuada después de la invasión alemana de junio de 1941, con las fábricas reconvertidas para producir la más vieja y fiable Maxim M1910. Después fue reemplazada por la Goriuov SG-43.
Aproximadamente 200 ametralladoras fueron capturadas por Finlandia en 1941 y suministradas a sus tropas.